# Heart Station
Heart Station è il quinto album in studio in lingua giapponese (il settimo complessivamente) della cantante Utada Hikaru, pubblicato il 19 marzo 2008 dalla EMI Music Japan.
Nella prima settimana Heart Station ha venduto 480 081 copie, diventando l'album di Utada con meno vendite nei primi 7 giorni di pubblicazione Tuttavia, con il tempo l'album è arrivato a vendere un milione di copie ed è rimasto nella Top 10 della Oricon per undici settimane consecutive, diventando il suo maggior successo in termini di vendite dal 2002, anno di uscita di Deep River. È inoltre riuscito a superare le vendite del precedente disco, Ultra Blue, di oltre 100 000 copie, ed è diventato il duecentosettantunesimo disco più venduto di sempre in Giappone.
Il 13 maggio 2008, quasi due mesi dopo la sua pubblicazione, Barks.jp ha riportato la notizia che le vendite digitali di tutte le canzoni dell'album avevano superato i 15 milioni di download, facendo diventare l'album il più scaricato in Giappone del 2008. L'album è inoltre alla quinta posizione dei maggiori successi commerciali giapponesi del 2008, ed il migliore per un'artista donna.

## Tracce
1. Fight the Blues - 4:10
2. Heart Station - 4:36
3. Beautiful World - 5:17
4. Flavor of Life ~Ballad Version~ - 5:25
5. Stay Gold - 5:14
6. Kiss & Cry - 5:06
7. Gentle Beast Interlude - 1:13
8. Celebrate - 4:26
9. Prisoner of Love - 4:46
10. Teiku 5 (テイク 5 Take 5?) - 3:42
11. Boku wa Kuma (ぼくはくま I am a Bear?) - 2:23
12. Niji-iro Basu (虹色バス Rainbow-colored Bus?) - 5:50
13. Flavor of Life [Bonus Track] - 4:46